# 니콜 플린트
니콜 플린트(Nicole Flint, 1988년 5월 15일 ~ )는 남아프리카 공화국의 미인 대회 우승자, 모델, 사회자이다. 2009년 미스 남아프리카 공화국 우승자이며 2010년 미스 어스, 미스 유니버스 2010에서 남아프리카 공화국 대표로 참가했다.